# Argyreia leucantha
Argyreia leucantha är en vindeväxtart som beskrevs av Traiperm och Staples. Argyreia leucantha ingår i släktet Argyreia och familjen vindeväxter. Inga underarter finns listade i Catalogue of Life.